# Partyguide.ch

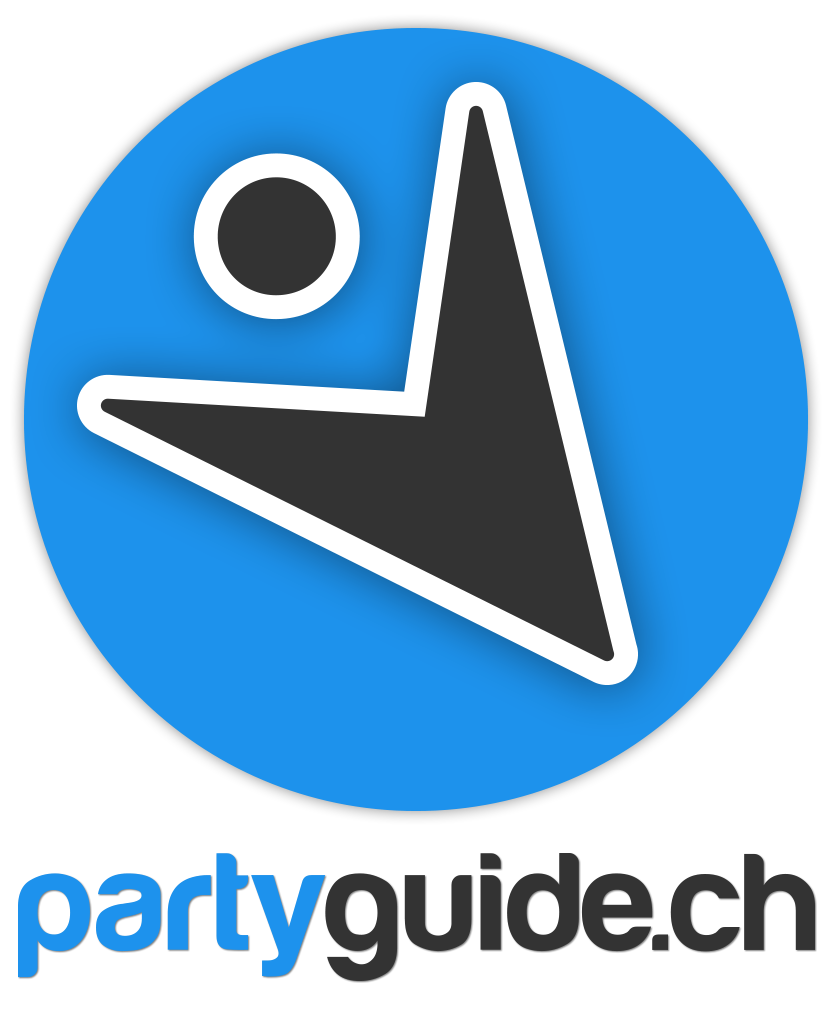
Logo ab 2012

partyguide.ch war das älteste Schweizer Freizeit- und Communityportal. Betrieben wurde die Website von der in Zürich ansässigen partyguide.ch AG, die seit September 2008 zur Axel Springer Schweiz AG gehört. Der Betrieb wurde per 31. März 2019 eingestellt.

## Geschichte

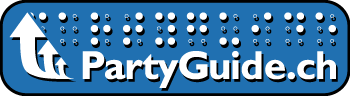
Logo bis 2012

Gegründet wurde die Website im Jahr 1999 unter der Domain www.ausgehen.ch von Jason Fellmann und Manuel Kern. Ursprünglich war das Portal als Datenbank mit Informationen zu Diskotheken, Techno-Clubs und Partys geplant. 2001 wurde die Domain von ausgehen.ch auf partyguide.ch geändert. Das Portal wurde im Verlaufe der Zeit ausgebaut und wird heute insbesondere als Online-Community sowie als Partyfoto-Hoster genutzt. Die Partyfotos werden von Hobby-Fotografen gemacht und auf der Website veröffentlicht. Neben dem Betrieb der eigenen Website partyguide.ch führt das Unternehmen auch eigene Events durch.
Im September 2008 wurde partyguide.ch zusammen mit usgang.ch und students.ch Teil der Amiado Group AG, welche zur Axel Springer Schweiz AG gehört. Im Jahr 2011 wurde das Logo geändert und die bekannte Blindenschrift entfernt. Im Jahr 2014 wurde das Logo erneut überarbeitet und ist bis heute in der aktuellen Form gültig.
Am 31. März 2019 wurde PartyGuide.ch nach knapp 20 Jahren eingestellt.

## Nutzung
Laut den WEMF-Nutzungsdaten war partyguide.ch das meistbesuchte Freizeit- und Communityportal der Schweiz. Das Portal zählte 2009 monatlich zwischen 1,5 und 2,8 Millionen Unique Visits bzw. zwischen 44,2 und 126,5 Millionen Seitenabrufe. 2008 lag die Anzahl der Unique Visits zwischen 2,8 Millionen und 4 Millionen und die Anzahl Seitenabrufe zwischen 124,6 Millionen und 204,4 Millionen. Im 2011 sind es noch ein Zehntel der Zahlen von 2008, nämlich 140'000 Unique Clients pro Monat für das erste Halbjahr.
Gemessen an den Seitenaufrufen war partyguide.ch seit der erstmaligen Veröffentlichung der Webstatistik durch die WEMF im Januar 2007 mehrere Jahre lang die nach Bluewin von Swisscom zweitmeistabgerufene Website der Schweiz. Gemessen an der Verweildauer war partyguide.ch zudem schon seit Februar 2006 die Website mit der grössten Verweilzeit aller von der WEMF erfassten Webseiten. Seinen Höhepunkt erreichte partyguide.ch im März 2008 mit 204,4 Millionen Seitenabrufe und knapp 4 Millionen Unique Visits.